# Ваидотас Валиукевичиус
Ваидотас Валиукевичиус (27.мај 1981.) je плесни литвански певач, раније звани Милан. Његова дебитантска песма „Ништа не треба више“. Као главни солиста пева у групи „The Roop“, група која је Литванију представљала на песму Евровизије 2020 и 2021.

## Биографија
Рођен је крајем 20. века у Каунасу. Већ 19 година је у литванском свету забаве (са неколико пауза). За то време је доживео разне промене и стекао пуно искуства у музици. Имао је главну улогу у ТВ серији и водио једну ТВ емисију. 2014.године основао је бенд  The Roop. Тренутно је вођа бенда The Roop. 2020.године са својом групом снимио је песму On Fire,а следеће године је снимио песму Дискотека с којом је такође био на Евровизији.

## Дискографија
- Be Mine (2014)
- Not Too Late (2015)
- Hello (2016)
- Dream On (2017)
- Keista Draugystė (2017)
- Yes, I Do (2018)
- Silly Me (2019)
- Dance with Your Hands (2019)
- On Fire (2020)
- Discoteque (2021)